# البدواني
البدواني هو لعب من الألعاب التي تندرج تحت فئة الفنون الشعبية السعودية في منطقة الحجاز، وتُلْعَب في المناسبات في المدينة المنورة وينبع وجدة ورابغ وديار وادي الصفراء ومكة المكرمة، وتتشابه هذه اللعبة مع أغلب الألعاب التي تعتمد على إيقاعات الزير.

## طريقة البدواني
وتقوم فكرة اللعبة بتكوين صفين متقاربين في كل صف فيه ربان ونقالة ويقوم ربان الصف برفع البدوة أو الزهيم أو النقلة ويأخذها منه الصف المقابل ثم يقوم بدق الزير ويقوم الصف القائد بترديد كلمة البدوة عدة مرات إلى أن يبدأ ربان الصف.